# Pan rallado

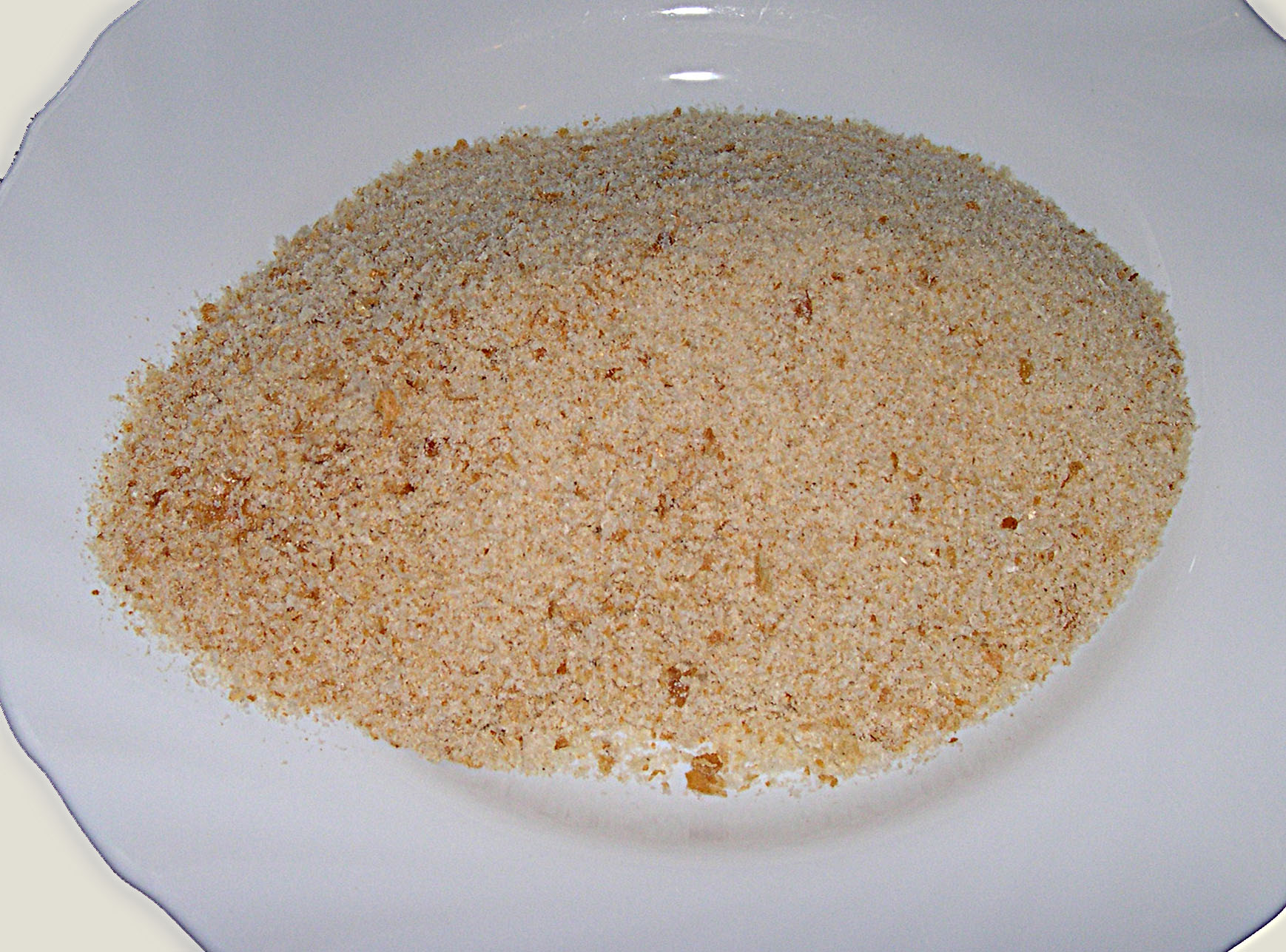
Pan rallado expuesto en un plato.

El pan rallado o pan molido es pan duro, generalmente seco de varios días, que ha sido finamente picado mediante un rallador. Su textura harinosa se emplea en la elaboración de diferentes platos y alimentos en forma de rebozado, empanado o gratinado con la intención de proporcionar una costra dura al freírlos. Ejemplos: las croquetas, los Wiener Schnitzel, las milanesas. En otras ocasiones se emplea como medio aglutinante; de esta forma se puede emplear en la masa cárnica de las albóndigas, para dar consistencia a los gazpachos[cita requerida], etc.

## Características
Es una forma casera de emplear el pan atrasado de otros días, aunque se puede secar pan en el horno si se desea: 100 °C durante media hora. Es más frecuente ver el pan rallado originario de pan blanco debido a que es más susceptible de ponerse duro. El pan rallado puede conservarse en un sitio seco durante varios meses, y se comercializa en las panaderías y en los supermercados, e igualmente se elabora con los restos atrasados o no vendidos. También puede llevar otros ingredientes como almidón de maíz y emulgentes diversos, espesantes, antioxidantes y gasificantes (bicarbonato sódico y difosfato disódico).
En algunas ocasiones se aromatiza el pan rallado con ciertos ingredientes (como, por ejemplo, ajo), especias (como perejil finamente picado), sal, etc., para que al aplicarse a los alimentos proporcione un mayor sabor.